# Stay (album van Jeremy Camp)
Stay is het tweede studioalbum van Jeremy Camp. Het verscheen op het platenlabel BEC Recordings, wiens naam in Europa vrij onbekend is, maar in de Verenigde Staten als sublabel van Tooth and Nail Records (op zich onderdeel van EMI) succes heeft binnen de christelijke muziek. Het album haalde geen notering in de “normale” hitparade zoals de Billboard Album Top 200, maar wel de 10e plaats in de Christelijke variant daarvan. Het album ging in de Verenigde Staten meer dan 500.000 keer over de toonbank.

## Musici
- Jeremy Camp - zang

## Muziek
| Nr. | Titel                 | Duur |
| --- | --------------------- | ---- |
| 1.  | Understand            | 3:34 |
| 2.  | Right here            | 4:16 |
| 3.  | Walk by faith         | 3:59 |
| 4.  | Stay                  | 3:16 |
| 5.  | All the time          | 3:20 |
| 6.  | I still believe       | 4:35 |
| 7.  | One say at a time     | 4:01 |
| 8.  | Breaking my fall      | 3:43 |
| 9.  | Nothing               | 3:11 |
| 10. | I know you're calling | 3:58 |
| 11. | Take my life          | 3:07 |
| 12. | In your presence      | 4:13 |